# Sinus Sabaeus (cuadrángulo)

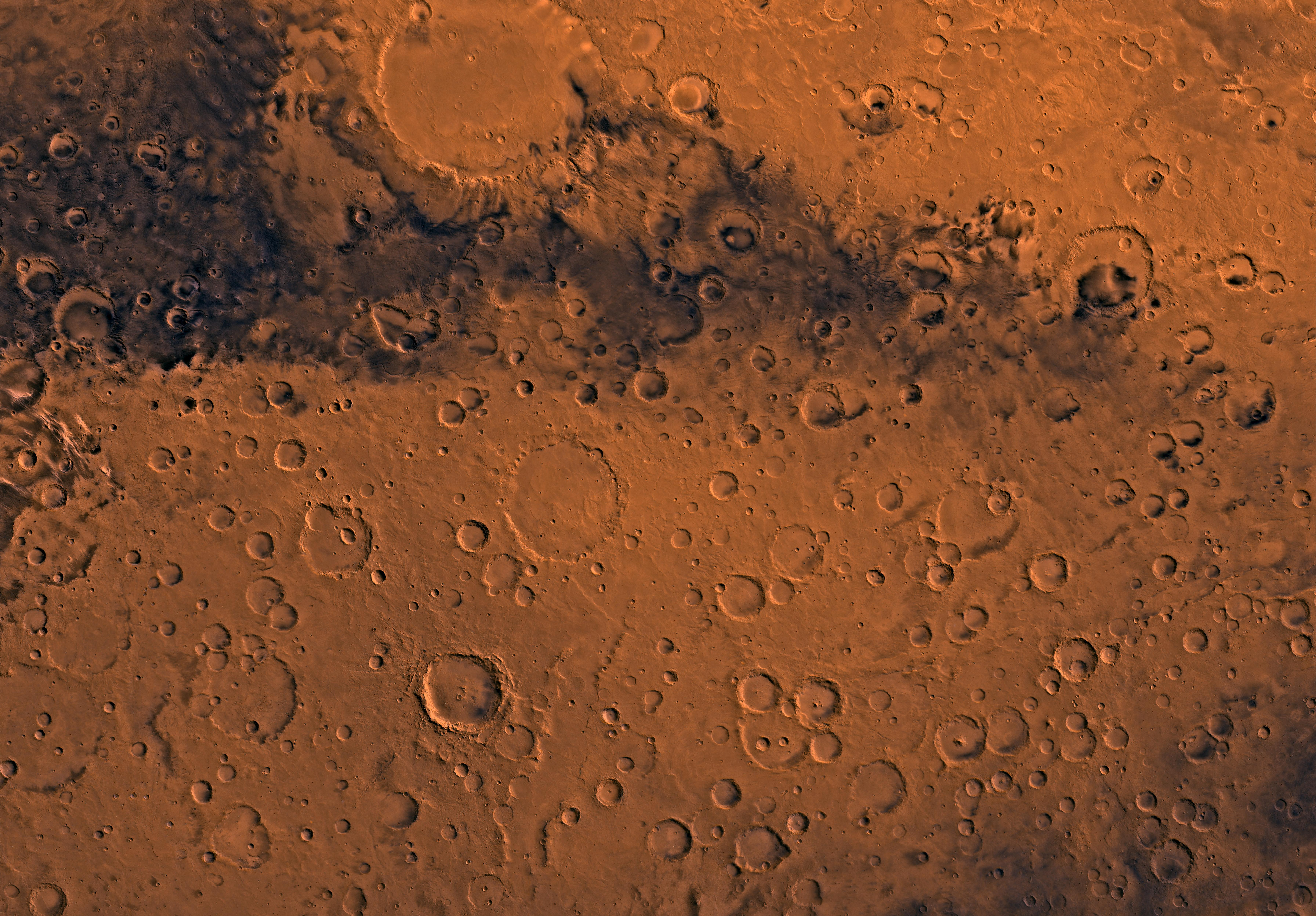
Imagen del Cuadrángulo Sinus Sabaeus (MC-20). La mayor parte de la región contiene tierras altas llenas de cráteres. La parte norte incluye el cráter Schiaparelli.

El cuadrángulo de Sinus Sabaeus es uno de una serie de 30 mapas cuadrangulares de Marte utilizados por el Programa de Investigación de Astrogeología del Servicio Geológico de los Estados Unidos (USGS). Al cuadrilátero también se le conoce como MC-20 (Mars Chart-20).

## Descripción
El cuadrángulo de Sinus Sabaeus cubre el área de 315° a 360° de longitud oeste y de 0° a 30° de latitud sur en Marte. Contiene Schiaparelli, un cráter grande y fácilmente visible que se encuentra cerca del ecuador. El cuadrilátero Sinus Sabaeus contiene partes de Noachis Terra y Terra Sabaea.
El nombre proviene de un lugar rico en incienso al sur de la península arábiga (el Golfo de Adén).